# Moscow Interbank Currency Exchange
A Moscow Interbank Currency Exchange (russo: Московская межбанковская валютная биржа) ou MICEX foi uma das maiores bolsas de valores da Federação Russa e Europa Oriental. A MICEX foi inaugurada em 1992 e desde então foi a bolsa de valores líder no mercado de ações russo. Cerca de 239 empresas russas foram listados em seus índices, com uma capitalização de mercado de US$ 950 bi em dezembro de 2010. Em 2006, o volume de transações no MICEX atingiu 20,4 milhões de rublos (EUA 754,9 bilhões dólares), representando mais de 90% do volume total de negócios das bolsas de valores no mercado de ações russo  .
A partir de 19 de dezembro de 2011, MICEX foi fundida com Russian Trading System, a fusão criou uma única entidade que deverá tornar-se a líder global no comércio de ativos, e alavancar mais ainda os planos russos de transformar Moscou em um centro financeiro internacional. A nova bolsa recebeu o nome de MICEX-RTS, contudo sua fusão completa ainda não está concluída.
Os objetivos da fusão incluem a otimização do mercado de ações russo, a redução do número de organizações com funções sobrepostas, a criação de uma plataforma única para os emissores, comerciantes e investidores, a redução dos custos de transação, e a facilitação das transações comerciais.